# Thermistis rubromaculata
Thermistis rubromaculata är en skalbaggsart som beskrevs av Pu 1984. Thermistis rubromaculata ingår i släktet Thermistis och familjen långhorningar. Inga underarter finns listade i Catalogue of Life.